# 孙曾一
孙曾一（1922年—），男，江苏无锡人，中国临床医学家，复旦大学附属肿瘤医院荣誉教授，曾任九三学社中央委员会常务委员。